# Trichoplusia exquisita
Trichoplusia exquisita là một loài bướm đêm trong họ Noctuidae.